# Leonhard Marselis
Leonhard Marselis (født 1611, død senest 1678) var købmand i Hamborg, bror til Gabriel og Selius Marselis.
I kompagni med sin svoger Albert Baltser Berns fortsatte han sin faders, den ældre Gabriel Marselis', store hamborgske forretning på Danmark, påtog sig omfattende leverancer og lån til den danske regering og havde et kanonstøberi i Glückstadt og et skibsbyggeri i Neustadt. Efter Berns' død 1652 drev han forretningen videre sammen med dennes arvinger, ofte i forbindelse med sine brødre Gabriel og Selius, og erhvervede efterhånden stadig større fordringer på den danske krone. 1651 havde han og Berns allerede til erstatning for disse fordringer fået udlagt Lunde Hovedgaard på Mors og Bustrup i Salling, i november 1661 fik firmaet skøde på Ørum Slot og len og i juni 1664 på Mariager Kloster og Ladegård samt Boller. Han var gift med Alette van de Camer; hans dødsår kendes ikke.